# Мануил Палеолог (син на деспот Тома Палеолог)
Мануил Палеолог (на гръцки: Μανουήλ Παλαιολόγος; 2 януари 1455 – преди 1513) е византийски аристократ – най-малък син на морейския деспот Тома Палеолог, който е брат на последния византийски император Константин XI Палеолог. След падането на Константинопол през 1453 г. и последвалото османско нахлуване в Морея през 1460 г. Мануил и останалите членове на семейството на деспот Тома Палеолог са евакуриани на остров Корфу. След смъртта на деспота през 1465 г. децата му се установяват в Рим, където първоначално за тях полага грижи кардинал Висарион чрез финансова подкрепа от папството.
Парите, предоставени от папството, обаче постепенно са намалени, което принудило Мануил в крайна сметка да напусне Рим през 1474 г., за да търси късмета си като наемник на военна служба при различни благородници и владетели в Европа, включително при Галеацо Мария Сфорца в Милано и Шарл Дръзки в Бургундия. Разочарован от предложенията, които получава, и от папството, което още повече намалява издръжката му, Мануил изненадващо заминава за Константинопол през 1476 г. и се оставя на милостта на султан Мехмед II, който завладява Константинопол 23 години по-рано. Султанът приема щедро Мануил, който остава в Константинопол до края на живота си. Османците го наричат ел Гази („свещен воин“).
Въпреки че в Константинопол Мануил запазил християнската си вяра, той по всяка вероятност е приет на служба в османския флот. Известни са поне двама негови синове – Йоан, който починал млад, и Андрей, който приел исляма.

## Биография

### Живот в изгнание
Мануил е роден на 2 януари 1455 г. като втори син на Тома Палеолог, деспот на Морея, и Катерина Закария, дъщеря на Чентурионе II Закария, последния принц на Ахея. След като чичо му Константин XI Палеолог, последният византийски император, загива при защитата на Константинопол, столицата на Византийската империя, на 29 май 1453 г., семейството на Мануил продължава да живее в Морея като васали на османския султан Мехмед II. Но постоянните конфликти между деспот Тома, който се опитва да събере подкрепа за възстановяване на Византийската империя, и брат му Димитър Палеолог, който застава на страната на османците, карат султана да нахлуе в Морея през 1460 г.; Тома, Катерина и децата им се евакуират при венецианите на остров Корфу. След това Тома напуска семейството си, за да отиде в Рим, където е посрещнат и осигурен от папа Пий II. Деспот Тома се надявал, че един ден ще възстанови земите си, и когато започнали приготовления за кръстоносен поход срещу османците (който в крайна сметка никога не се състоял), той лично започнал да обикалия Италия, за да събере подкрепа.
Въпреки че Катерина Закария починала през август 1462 г. и Тома извикал децата в Рим малко след това, Мануил и по-големият му брат Андрей не потеглили веднага, а едва няколко дни преди Тома да умре през 1465 г. Двамата братя и сестра им Зоя пътуват от Корфу до Рим през 1465 г., но пристигат там, след като баща им вече бил починал. По това време Мануил е на 10 години, а Андрей на 12. Децата са поверени на грижите на кардинал Висарион, който бил избягал от Византийската империя през 1439 г. Висарион осигурява образованието на децата, а през юни 1472 г. урежда брака на Зоя с московския княз Иван III. Мануил и Андрей продължават да останат в Рим със съгласието на папата, който признава Андрей за наследник на Тома Палеолог като законен деспот на Морея.
Парите, предоставени на баща им, обаче били намалени за двамата братя. Тома получавал 300 дуката на месец от папата, с допълнителни 200 на месец, осигурени от кардиналите, но след смъртта му кардиналите спрели да предоставят допълнителните суми, а 300-те дуката са разделени между двамата братя, което намалило пенсията им от по 500 до 150. Придворните на Тома се оплаквали, че пенсията му едва едва покривала издръжката на домакинството му, а намаляването ѝ до такава степен за синовете му затруднявала финансовото им положение. Андрей се опитал да спечели пари, като предложил да продаде правата си върху византийската императорска титла на различни владетели в Европа, но тъй като Мануил е втори по ред в линията на онаследяването ѝ (като по-малък брат), той нямал права върху сумата от продажбата на титлата.
Така младият принц напуска Рим в началото на 1474 г., за да пътува из Европа и да търси късмета си, предлагайки услугите си на различни владетели и благородници. През ноември Мануил е в Милано, където предлага на херцог Галеацо Мария Сфорца да постъпи в служба на миланския херцог на някаква военна длъжност. Изглежда, че предложението на херцог не е удовлетворило Мануил, който на следващата година пристига във Водемон в Лотарингия, където предлага подобни услуги на бургундския херцог Шарл Дръзки. Шарл предлага да наеме Мануил срещу месечна заплата от 100 екю, но Мануил отказва, тъй като сумата е твърде малка, за да поддържа свитата му. Скоро след това той отново се завръща в Рим.

### Мануил в Константинопол
След завръщането си в Рим Мануил открива, че оскъдната папска пенсия, предоставена на него и Андрей, била намалена наполовина под предлог, че са отсъствали продължително от града. Въпреки завръщането си в Рим, двамата братя продължават да получават само половината от предварително договорената сума, като получават само 150 дуката на месец вместо 300. Отчаян от тази финансова ситуация и знаейки, че няма да получи задоволителни предложения в Западна Европа, Мануил отново напуска Рим през пролетта на 1476 г. , когато е на 21-годишна възраст. За голяма изненада на всички останали Мануил пътува до Константинопол, където се оставя на милостта на Мехмед II.
Роден след падането на града, Мануил никога преди това не бил виждал Константинопол и вероятно не би бил сигурен какъв прием ще получи. За разлика от приема му в Милано и Водемон, Мануил е приет добре от султан Мехмед II, който се отнася щедро и му осигурява имение, парична издръжка (военна заплата от 100 аспера на ден) и две наложници. Споразумението между Мануил и султана било подобно на това, което няколко години по-рано султанът сключил с чичото на Мануил – Димитър Палеолог, и Мануил остава да живее щастливо в града до края на живота си. Както много други гърци в Османската империя, той остава християнин до смъртта си.
В Константинопол Мануил става известен като ел Гази („свещен воин“) и вероятно постъпил на служба в османския флот. От двете си наложници, а според други от една своя законна съпруга, Мануил имал поне двама сина – Йоан и Андрей, който бил кръстен на брата на Мануил. Докато Йоан умира много млад и като християнин, то по някое време Андрей приел исляма. Мануил Палеолог умира по време на управлението на султан Баязид II (1481 – 1512). Малко се знае за по-нататъшния живот на неговия син Андрей, който за последен път е засвидетелстван при управлението на Сюлейман Великолепни (1520 – 1566 г.). Английският историк Стивън Рънсиман пише, че Андрей приема мюсюлманското име Мехмед паша и служи като дворцов служител в Константинопол. Предполага се, че никой от двамата синове на Мануел не е имал собствени деца. С тяхната смърт измират потомците на най-близките роднини на последните няколко византийски императори.

### Цитирана литература
- Hall, John (2015). An Elizabethan Assassin: Theodore Paleologus: Seducer, Spy and Killer. Stroud: The History Press, ISBN 978-0750962612
- Harris, Jonathan. A worthless prince? Andreas Palaeologus in Rome, 1465-1502 //  Orientalia Christiana Periodica 61.   1995. с. 537–554.
- Harris, Jonathan (2010). The End of Byzantium. New Haven: Yale University Press, ISBN 978-0300117868, JSTOR j.ctt1npm19, http://jstor.org/stable/j.ctt1npm19
- ((en)) Harris, Jonathan (2013). Despots, Emperors, and Balkan Identity in Exile. – The Sixteenth Century Journal, 44(3),  643–661, JSTOR 24244808, http://jstor.org/stable/24244808
- Mallat, Peter (1990). The Palaiologos Family After 1453: The Destiny of an Imperial Family. – Macedonian Studies, 7,  55–64, http://opac.regesta-imperii.de/lang_en/anzeige.php?aufsatz=The+Palaiologos+Family+After+1453%3A+The+Destiny+of+an+Imperial+Family&pk=21661
- Miller, William (1908). The Latins in the Levant: A History of Frankish Greece (1204–1556). E. P Dutton and Company, OCLC 1106830090, https://archive.org/details/latinsinlevanta00millgoog
- Miller, William (1921). Miscellanea from the Near East: Balkan Exiles in Rome. Essays on the Latin Orient. Cambridge: Cambridge University Press, OCLC 457893641
- Nicol, Donald M. (1992). The Immortal Emperor: The Life and Legend of Constantine Palaiologos, Last Emperor of the Romans. Cambridge: Cambridge University Press, ISBN 978-0511583698
- Runciman, Steven (1969). The Fall of Constantinople 1453. Cambridge: Cambridge University Press, ISBN 978-0521398329
- Runciman, Steven (2009). Lost Capital of Byzantium: The History of Mistra and the Peloponnese. New York: Tauris Parke Paperbacks, ISBN 978-1845118952

|  | Тази страница частично или изцяло представлява превод на страницата Manuel Palaiologos в Уикипедия на английски. Оригиналният текст, както и този превод, са защитени от Лиценза „Криейтив Комънс – Признание – Споделяне на споделеното“, а за съдържание, създадено преди юни 2009 година – от Лиценза за свободна документация на ГНУ. Прегледайте историята на редакциите на оригиналната страница, както и на преводната страница, за да видите списъка на съавторите. ВАЖНО: Този шаблон се отнася единствено до авторските права върху съдържанието на статията. Добавянето му не отменя изискването да се посочват конкретни източници на твърденията, които да бъдат благонадеждни. |